# Chanchen Primero
Chanchen Primero är en ort i Mexiko.   Den ligger i kommunen Tulum och delstaten Quintana Roo, i den östra delen av landet, 1 200 km öster om huvudstaden Mexico City. Chanchen Primero ligger 16 meter över havet och antalet invånare är 875.
Terrängen runt Chanchen Primero är mycket platt.  Trakten runt Chanchen Primero är nära nog obefolkad, med mindre än två invånare per kvadratkilometer. Chanchen Primero är det största samhället i trakten. I omgivningarna runt Chanchen Primero växer i huvudsak städsegrön lövskog.